# Dioscorea cayenensis
Espèce
Classification APG III (2009)
Dioscorea cayenensis, également appelée igname de Guinée jaune, igname de Cayenne ou igname jaune grosse tête, est une espèce de plantes du genre Dioscorea et de la famille des Dioscoreaceae.

## Description
Cet igname a des tiges cylindriques non ailées, épineuses, longues de 10-12 m, sans bulbilles. Les feuilles verts claires sont opposées ou alternes. Les tubercules à chaire jaune clair sont enfoncés peu profondément. De tailles et de formes très variables, ils sont surmontés d'une sorte de coussinet ligneux.